# Халиповка
Халиповка — деревня в Шумячском районе Смоленской области России. Входит в состав Снегирёвского сельского поселения. Население — 10 жителей (2007 год). 
Расположена в юго-западной части области в 17 км к северо-западу от Шумячей, в 25 км севернее автодороги А101 Москва — Варшава («Старая Польская» или «Варшавка»), на берегу реки Белая Немка. В 26 км юго-восточнее деревни расположена железнодорожная станция Понятовка на линии Рославль — Кричев. 

## История
В годы Великой Отечественной войны деревня была оккупирована гитлеровскими войсками в августе 1941 года, освобождена в сентябре 1943 года.